# 新銭町

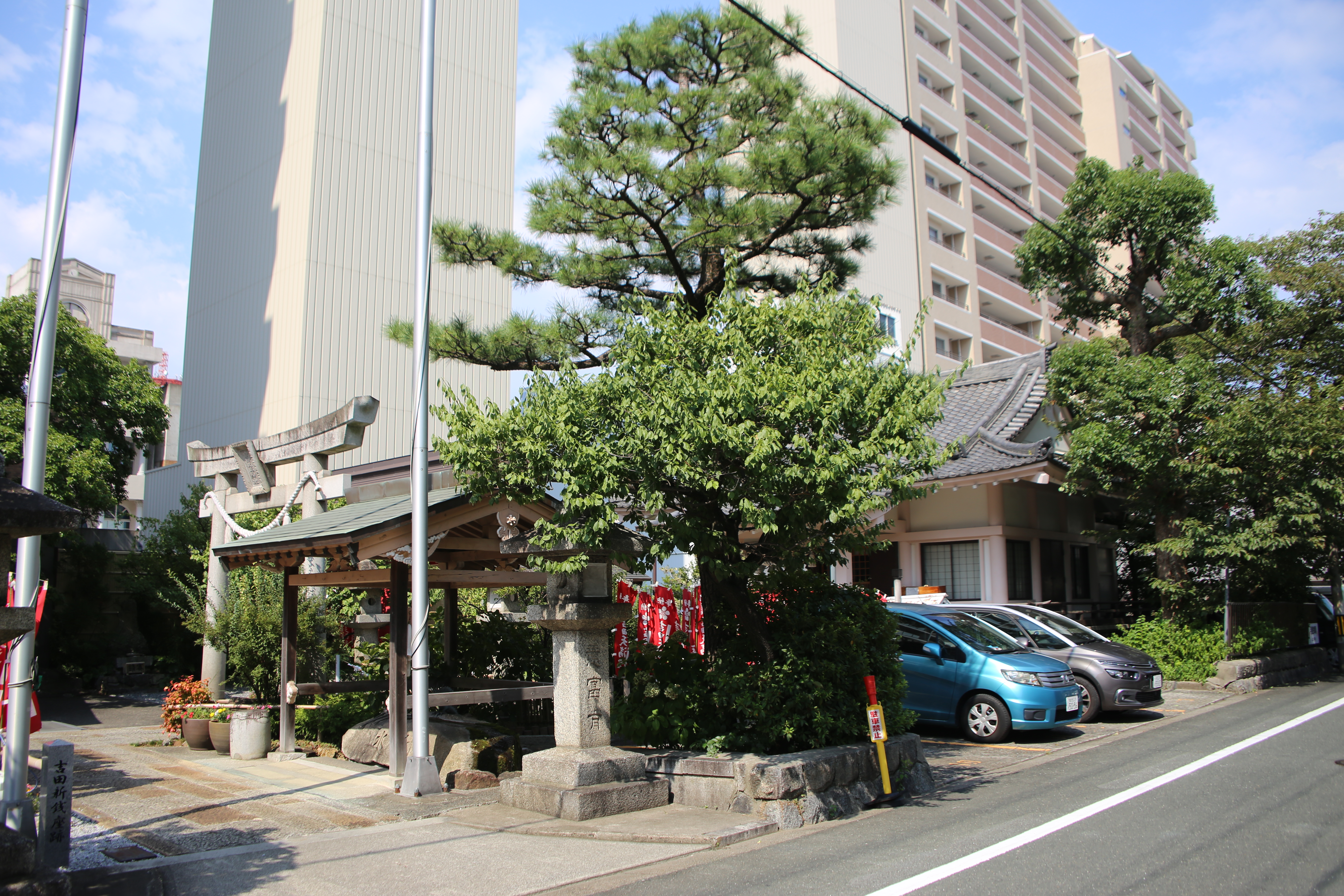
銭座が置かれた白山比咩神社・吉田天満宮（2025年8月）

新銭町（しんせんまち）は、愛知県豊橋市の地名。

## 歴史

### 沿革
- 1637年（寛永14年） - 幕府から寛永通宝鋳造の命を受けた当時の三河吉田藩主水野忠清が吉田城下白山権現社境内に銭座を設置[1]。鋳銭はわずか3年であったが、特に吉田鋳銭の名で重宝された[1]。通用貨幣以外にも「吉田駒引」と称する絵銭（玩弄銭）も製造された[1]。この銭の製造については明治まで続けられたという[2]。
- 明治初年 - 豊橋新銭町となる[1]。
- 1878年（明治11年） - 一部が豊橋村に編入される[1]。
- 1889年（明治22年） - 豊橋町新銭町となる[1]。
- 1906年（明治39年） - 豊橋市新銭町となる[1]。
- 1958年（昭和33年） - 魚町・花園町・広小路・駅前大通にそれぞれ編入され、消滅[1]。